# Revolutionäre Kommunisten
Die Revolutionären Kommunisten (RK) waren eine dem antiimperialistischen Spektrum angehörende, kleine, maoistisch und stalinistisch ausgerichtete Gruppe mit Schwerpunkt in Berlin. 

## Geschichte und Hintergrund
Die RK versuchten, eine kommunistische Partei auf Grundlage des Marxismus-Leninismus-Maoismus und von Bob Avakians neuer Synthese zu gründen. Sie vertraten die Auffassung, dass es ohne Bob Avakians neue Synthese unmöglich sei, Kommunistin oder Kommunist zu sein. Sie werden vom Verfassungsschutz dem Linksextremismus zugeordnet und vertreten eine antizionistische Position. Die Gruppe trat um 1989 in Berlin erstmals öffentlich verstärkt in Erscheinung. Besonders prägend für die Abgrenzung und Abneigung anderer politischer Gruppen von den RK war deren Nichtteilnahme an den offenen Vorbereitungsversammlungen (VVs) zur sogenannten „revolutionären Demonstration“. Das unabgesprochene Erscheinen der RK, mit eigenem Lautsprecherwagen, führte in den Jahren 1990 und 1991 zu gewalttätigen Auseinandersetzungen mit der undogmatisch-autonomen Mehrheit. Die RK organisierten danach eigenständige Demonstrationen am 1. Mai. Nachdem 1998 auf Grund der Ermöglichung der Teilnahme an den Aktionen gegen den Neonazi-Aufmarsch am 1. Mai in Leipzig der Beginn der 1. Mai Demo auf 18 Uhr gelegt worden war und das Mehrheitsspektrum auch in den Folgejahren die 1. Mai-Demonstration auf 18 Uhr verlegte, um am Tag gegen die jährlich stattfindenden Neonazi-Demonstrationen aktiv sein zu können, veranstalteten die RK ihre Demo zur vorherigen Zeit um 13 Uhr ab Oranienplatz.
In den 1990er Jahren trat die Gruppe auch als Teil der weltweiten Vernetzung Revolutionary International Movement (RIM) auf. Damalige Führungsorganisation der Strömung war der "Leuchtende Pfad" und besonders ihr Führer Abimael Guzmán, zu denen die RK immer wieder ihre Gefolgschaft betonten und Veranstaltungen organisierten. In den letzten Jahren benutzten sie dann die Bezeichnung World People's Resistance Movement (WPRM) bzw. Volkswiderstandsbewegung der Welt und konzentrierten sich mit ihren Aktivitäten außerhalb des 1. Mai auf das RIM-Mitglied Vereinigte Kommunistische Partei Nepals (Maoistisch).
Öffentlich wahrnehmbar – insbesondere in der Berliner Linken – wurden die RK neben den gewalttätigen Auseinandersetzungen mit Mitgliedern anderer linker Strömungen am 1. Mai 1990/91, durch die Diskussionen über Antisemitismus in der Linken und den Messerangriff einiger ihrer Mitglieder am 30. Mai 2004 beim Karneval der Kulturen.
Bei den revolutionären Demonstrationen zum 1. Mai in Kreuzberg kam es Anfang der 1990er zu körperlichen Auseinandersetzungen zwischen der RIM und undogmatischen-autonomen Gruppen, weil die RIM Portraits von Stalin auf der Demonstration mitführen wollte. In den Jahren 1992 und 1993 eskalierte dieser Konflikt, als die RIM ihrem Lautsprecherwagen mit Hilfe von Holzlatten den Weg frei prügelten, wobei mehrere Personen schwer verletzt wurden. Auf Grund dieses Konflikts organisieren die RK mit weiteren marxistisch-leninistischen Organisationen eine eigenständige revolutionäre 1. Mai-Demonstration um 13 Uhr.

### „Antizionistische Aktion“
Größere Betrachtung erlangten die RK durch 2004 aus ihrem Umfeld produzierte T-Shirts mit dem Aufdruck eines Logos „Antizionistische Aktion“. Das Symbol ähnelte den Logos der Antifaschistischen Aktion und zeigte eine palästinensische Fahne im Vordergrund und eine rote Fahne im Hintergrund. Diese Symbolik wurde von Teilen der Berliner Antifa scharf kritisiert. Außerdem wurde der Zusammenhang der Symbolik mit der gleichnamigen neofaschistischen Organisation Antizionistische Aktion thematisiert.
Beim Karneval der Kulturen am 30. Mai 2004 waren Mitglieder der RK an einer gewalttätigen Auseinandersetzung beteiligt, die durch die Kritik des besagten Logos begonnen hatte. Dabei verletzte ein Mitglied der RK einen derjenigen, die Kritik geäußert hatten, mit einem Messer. Dies führte zu einer Zuspitzung der Auseinandersetzungen innerhalb der linken Szene, insbesondere mit Antideutschen, über Antisemitismus, das Verhältnis zu nationalen Befreiungsbewegungen und dem Staat Israel. Als Reaktion distanzierten sich 76 linke und antifaschistische Gruppen öffentlich von den Revolutionären Kommunisten als einer „gewalttätige[n] und offen antisemitische[n] Gruppe“.